# Rayos N

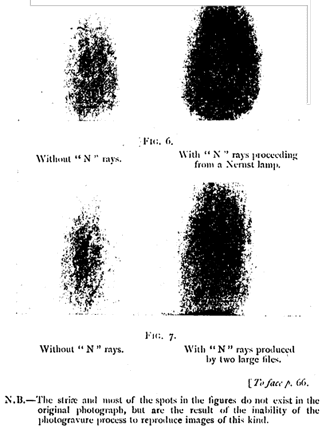
Fig. 6,7 de Prosper-René Blondlot: "Registro por fotografía de la acción producida por los rayos N en una pequeña chispa eléctrica". Nancy, 1904.

Los rayos N fueron una forma hipotética de radiación descrita por el físico francés Prosper-René Blondlot en 1903. Inicialmente fue confirmada por otros investigadores, pero posteriormente descartada como ilusoria.

## Historia
En 1903, el distinguido físico Prosper-René Blondlot (uno de los ocho físicos correspondientes de la Academia de Ciencias de Francia), anunció su descubrimiento mientras trabajaba en la Universidad de Nancy intentando polarizar rayos X. Percibió cambios en el brillo del destello eléctrico localizado en el entrehierro cuando fotografiaba  un haz de rayos X, lo que posteriormente atribuyó a una nueva forma de radiación, llamándolos rayos N por la Universidad de Nancy. El propio Blondlot, Augustin Charpentier, Arsène d'Arsonval y aproximadamente otros 120 científicos en 300 artículos publicados afirmaron que eran capaces de detectar rayos N emanando de la mayoría de las sustancias, incluyendo el cuerpo humano, con las peculiares excepciones de que no eran emitidas por la madera verde y algunos metales tratados. La mayoría de los investigadores de la época usaron la luz percibida de una superficie fosforescente oscura como "detectores", aunque el cambio de brillo era más un fenómeno fisiológico que un cambio en el nivel de iluminación. Los físicos Gustave le Bon y P. Audollet junto con Carl Huter incluso afirmaron haberlos descubierto por su cuenta, llevando a la comisión de la Academia Francesa de Ciencias a decidir la prioridad.
El "descubrimiento" suscitó el interés internacional y muchos físicos trabajaron para replicar los efectos. Sin embargo, notables físicos como Lord Kelvin, William Crookes, Otto Lummer y Heinrich Rubens fueron incapaces de reproducir el fenómeno. Siguiendo su propio fracaso, auto-descrito como "pérdida de toda la mañana", el físico estadounidense Robert W. Wood, quien tenía la reputación de "refutador" de sinsentidos durante este periodo, fue persuadido por la revista británica Nature a viajar al laboratorio de Blondlot en Francia para investigar más. Wood sugirió que debería ir Rubens, ya que había sido el más avergonzado cuando el Kaiser Guillermo II de Alemania le pidió que repitiera los experimentos franceses, y después de dos semanas tuvo que informar de su fracaso. Sin embargo, Rubens sentía que sería mejor que fuera Wood, ya que Blondlot había sido muy educado al responder muchas de sus preguntas.
En una habitación oscura, Wood quitó un prisma esencial del aparato con el que experimentaban, un prisma de aluminio (se creía que amplificaba los rayos N), y los experimentadores aún decían que observaban los rayos N. Wood también reemplazó a escondidas un archivador metálico por una estantería de madera, siendo todavía "observados" los rayos N. Su informe de las investigaciones fueron publicadas en Nature y en Physikalische Zeitschrift y sugirieron que los rayos N eran un fenómeno puramente subjetivo, que los científicos implicados habían registrado datos que coincidían con sus expectativas. En 1905, nadie fuera de Nancy creía en los rayos N, aunque se notifica que el propio Blondlot todavía estaba convencido de su existencia en 1926. Martin Gardner, haciendo referencia al biógrafo de Wood, William Seabrook, atribuyó el deterioro de la salud mental de Blondlot y su posterior muerte a este escándalo, aunque no hay pruebas de ello.

## Significado
El incidente es usado como advertencia entre los científicos sobre los peligros referentes al sesgo del experimentador. Más precisamente, el patriotismo era la base de este auto-engaño. Francia había sido derrotada por los alemanes en la guerra franco-prusiana en 1870 y después del descubrimiento de los rayos X por Wilhelm Röntgen la carrera estaba en los nuevos descubrimientos.